# Plàstic

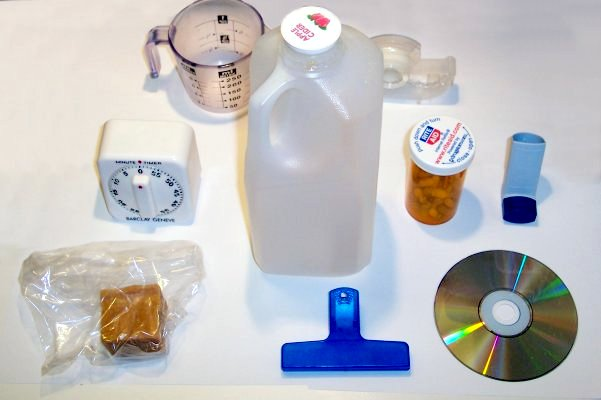
Diversos tipus de plàstic en articles per a la llar

En química i tecnologia, els plàstics són materials orgànics polimèrics d'alta massa molecular. Són molècules gegants formades per àtoms de carboni juntament amb altres d'hidrogen, oxigen, i en menor mesura, clor, fluor, nitrogen o silici. Els plàstics són sòlids amorfs, sintètics o semisintètics, que tenen una gran utilitat per a la indústria.
En la significació més general, el mot s'aplica a les substàncies de diferents estructures i naturaleses que no tenen un punt fix d'ebullició i posseeixen durant un interval de temperatures propietats d'elasticitat i flexibilitat que permeten modelar i adaptar-les a diferents formes i aplicacions. Tanmateix, en sentit restringit, denota certs tipus de materials sintètics obtinguts mitjançant fenòmens de polimerització o multiplicació artificial dels àtoms de carboni en les llargues cadenes moleculars de compostos orgànics derivats del petroli i altres substàncies naturals.

## Etimologia
El mot plàstic deriva del mot llatí plasticus, que al seu torn prové de les paraules gregues πλαστικός (plastikos) i πλαστός (plastos), que fan referència a la mal·leabilitat, la capacitat de ser modelat per tal de donar-li qualsevol forma física (pel·lícules, fibres, tubs, ampolles, caixes, ...), utilitzant diferents mètodes (fusió, extrusió, pressió, ...). La paraula es va utilitzar originalment com a adjectiu per denotar un cert grau de mobilitat i facilitat per adquirir certa forma, sentit que es conserva en el terme plasticitat.

## Història
Els primers plàstics eren materials creats a partir de substàncies naturals d'origen biològic, com per exemple proteïnes de l'ou o de la sang, que són polímers orgànics. A partir de proteïnes de la llet, com la caseïna, tractades amb sosa càustica es van desenvolupar materials que imitaven les propietats de les banyes del bestiar. Els primers plàstics sintètics com el cautxú, la nitrocel·lulosa, el col·lagen o la galalita, foren el resultat de la transformació química de substàncies naturals, que més tard serien complementades amb molècules sintètiques per obtenir substàncies com la baquelita, la resina epoxi, el clorur de polivinil, o el polietilè.
Durant la dècada del 1800 el desenvolupament dels plàstics es va accelerar gràcies al descobriment de la vulcanització per Charles Goodyear, un procediment per a obtenir materials termoestables a partir del cautxú natural. Alexander Parkes va inventar el 1862 la parkesina, el primer plàstic fet per l'home. El primer plàstic totalment artificial va ser la baquelita, descoberta i comercialitzada per Leo Hendrik Baekeland el 1907, era un tipus de plàstic barat, no inflamable i polivalent que va ser força popular. Al llarg del segle xx l'ús del plàstic es va fer extremadament popular i va arribar a substituir altres materials tant dins l'àmbit domèstic com l'industrial.

## Les propietats característiques
Els plàstics són substàncies formades per macromolècules orgàniques anomenades polímers. Aquests polímers són grans agrupacions de monòmers units mitjançant un procés químic anomenat polimerització. Els plàstics proporcionen el balanç necessari de propietats que no poden aconseguir amb altres materials per exemple: color, poc pes, tacte agradable i resistència a la degradació ambiental i biològica.
De fet, plàstic es refereix a un estat del material, però no al material en si: els polímers sintètics habitualment anomenats plàstics, són en realitat materials sintètics que poden assolir l'estat plàstic, això és que el material es troba viscós o fluid, i no té propietats de resistència dels materials a esforços mecànics. Aquest estat s'aconsegueix quan el material en estat sòlid es transforma en estat plàstic generalment per escalfament, i és ideal per als diferents processos productius, ja que en aquest estat és que el material pot manipular de les diferents formes que existeixen en l'actualitat. Així que la paraula plàstic és una forma de referir-se a materials sintètics capaços d'entrar en un estat plàstic, però plàstic no és necessàriament el grup de materials als que quotidianament fa referència aquesta paraula.
Són propietats característiques de la majoria dels plàstics, encara que no sempre es compleixen en determinats plàstics especials: 
- Són barats.
- Tenen baixa densitat.
- Són impermeables.
- Aïllen l'electricitat.
- Aïllen la calor, tot i que no hi són resistents.
- Són resistents a la corrosió i a la intempèrie.
- Resisteixen davant l'acció de molts factors químics.
- Alguns es reciclen millor que altres que no són biodegradables ni fàcils de reciclar.
- Són fàcils de treballar.
- En alguns plàstics la seva combustió pot ser molt contaminant.

## Processos d'elaboració
La primera part de la producció de plàstics és l'elaboració de polímers en la indústria química. Avui en dia la recuperació post-consumidor és essencial també. La part de producció de productes terminats per la indústria manufactura actua sobre els plàstics en forma de gra o resina. Més freqüentment s'utilitzen diverses formes de modelat (per injecció, compressió, rotació, inflació, etc.) o l'extrusió de perfils o fils, per generar millors resultats.

## Tipus de plàstics
Existeix una gran varietat de plàstics, per classificar-los hi ha un sistema de codificació que es mostra en la Taula 1. Els productes duen una marca que consisteix en el símbol internacional de reciclat amb el corresponent codi corresponent al mitjà segons el material específic.

### Segons el monòmer de base
En aquesta classificació es considera l'origen del monòmer del qual part de la producció del polímer. Pel que fa al seu origen, els polímers poden ser classificats en naturals i sintètics.
- Naturals. Són presents de manera espontània als productes naturals com la cel·lulosa, el cautxú, o la caseïna, Són els polímers els monòmers són derivats de productes d'origen natural amb unes característiques determinades. Dins de dos d'aquests exemples hi ha altres plàstics dels quals provenen:
  - Els derivats de la cel·lulosa que s'obtenen industrialment per modificació dels polímers naturals: cel·luloide, cel·lofana.
  - Els derivats del cautxú són la goma i l'ebonita.
- Sintètics: Són aquells que tenen origen en productes elaborats per l'home, principalment derivats del petroli. Per exemple, es pot citar el polietilè, el polipropilè, el PVC o el niló.

### Segons el seu comportament davant la calor

#### Termoplàstics
Un termoplàstic és un plàstic el qual, a temperatura ambient és plàstic o deformable, es fon a un líquid quan és escalfat i s'endureix en un estat vitri quan és prou refredat. La majoria dels termoplàstics són polímers d'alt pes molecular, els que posseeixen cadenes associades per mitjà de febles forces de Van der Waals (polietilè); fortes d'interacció dipol-dipol i enllaç d'hidrogen; o fins i tot anells aromàtics apilats (poliestirè). Els polímers termoplàstics difereixen dels polímers termoestables en què després d'escalfar i modelar aquests poden reescalfar i formar altres objectes. En el cas dels termoestables o termodurs, la seva forma després de refredar no canvia i si l'escalfem inicia un procés de piròlisi podent incendiar, però mai estovar-se.
Les seves propietats físiques canvien gradualment si es fonen i es modelen diverses vegades. Els principals termoplàstics són:
- Resines cel·lulòsiques. Estan obtingudes a partir de la cel·lulosa, el material constituent de la part llenyosa de les plantes. Pertany a aquest grup el raió.
- Polietilens i derivats. Fan servir com a matèria primera l'etilè obtingut del craqueig del petroli que, tractat posteriorment, permet obtenir diferents monòmers, com l'acetat de vinil, l'alcohol vinílic i el clorur de vinil, entre d'altres. Pertanyen a aquest grup el PVC, el poliestirè i el metacrilat.
- Derivats de les proteïnes. Pertanyen a aquest grup el niló i el perló, obtinguts a partir de les diamides.
- Derivats del cautxú. Són exemples d'aquest grup els anomenats comercialment pliofilms, clorhidrat de cautxú que s'obtenen afegint àcid clorhídric als polímers de cautxú.

#### Termoestables
Els plàstics termoestables són materials que una vegada que han patit el procés d'escalfament-fusió i formació-solidificació, es converteixen en materials rígids que no tornen a fondre's. Generalment, es fabriquen a partir d'un aldehid. Els plàstics termoestables no poden ser reciclats, excepte com a material de rebliment.
- Polímers del fenol. Són plàstics durs, insolubles i infusa però, si durant la fabricació es fa servir un excés de fenol, s'obtenen termoplàstics.
- Resines epoxi.
- Resines melamíniques.
- Baquelita.
- Aminoplàstics. Polímers d'urea i derivats. Pertany a aquest grup la melamina.
- Polièsters. Resines procedents de l'esterificació de polialcohols, que solen emprar-se en vernissos. Si l'àcid no hi és en excés, s'obtenen termoplàstics.

### Segons la reacció de síntesi
També es poden classificar segons la reacció que va produir el polímer:
- Polímers d'addició. Impliquen sempre la ruptura o obertura d'una unió del monòmer per permetre la formació d'una cadena. En la mesura que les molècules són més llargues i pesants, la cera parafíniques es torna més dura i més tenaç. Exemple:

2n H₂C=CH₂ → [-CH₂-CH₂-CH₂-CH₂-]n
- Polímers de condensació. Són aquells en què la reacció té lloc entre grups funcionals reactius presents en els monòmers. Ha de tenir, almenys, dos grups reactius per monòmer per donar-li continuïtat a la cadena. Exemple:

R-COOH + R'-OH → R-CO-OR' + H₂O
- Polímers formats per etapes. La cadena de polímer va creixent gradualment mentre hi hagi monòmers disponibles, afegint un monòmer cada vegada. Aquesta categoria inclou tots els polímers de condensació de Carothers i a més alguns altres que no alliberen molècules petites però sí que es formen gradualment, com per exemple els poliuretans.

- Polímers formats per reacció en cadena. Cada cadena individual de polímer es forma a gran velocitat i després queda inactiu, tot i estar envoltada de monòmer.

### Segons l'estructura molecular
- Són amorfs els plàstics[10]en els que les molècules no presenten cap tipus d'ordre; estan disposades aleatòriament sense correspondre a cap ordre. En no tenir ordre entre cadenes es creen uns forats pels quals passa la llum, per aquesta raó els polímers amorfs són transparents.

- Semicristal·lins. Els polímers semicristal·lins tenen zones amb cert tipus d'ordre juntament amb zones amorfes. En aquest cas al tenir un ordre existeixen menys buits entre cadenes per la qual cosa no passa la llum llevat que tinguin un gruix petit.

- Cristal·litzats. Segons la velocitat de refredament, pot disminuir (refredament ràpid) o incrementar (refredament lent) el percentatge de cristal·linitat d'un polímer semicristal·lí, però, un polímer amorf, no presentarà cristal·linitat encara que té una velocitat de refredament sigui extremadament lenta.

### Segons el mercat
Una altra forma de classificar és segons la disponibilitat i el sector del mercat que abasteix.
- Comodities. Són aquells que tenen una fabricació, disponibilitat, i demanda mundial, tenen un rang de preus internacional i no requereixen gran tecnologia per a la fabricació i processament.

- D'enginyeria. Són els materials que s'utilitzen de manera molt específica, creats pràcticament per complir una determinada funció, requereixen tecnologia especialitzada per a la fabricació o el seu processament i de preu relativament alt.

### Elastòmers o cautxús
Els elastòmers es caracteritzen per una elasticitat elevada i la capacitat d'estirament i rebot. Recuperen la forma primitiva una vegada que es retira la força que els deformada. Comprenen els cautxús naturals i sintètics; entre aquests darrers es troben el neoprè i el polibutadiè. Els elastòmers són materials de molècules grans les quals després de ser deformades a temperatura ambient, recobren en major mesura la mida i geometria en ser alliberada la força que els deforma.
- Pertanyen a aquest el poliuterà, la silicona i la goma natural, entre d'altres.

Altres Tipus
Dins de la classificació d'altres tipus de plàstics segons la classificació de la Societat d'Industries del Plàstic, SPI en anglès, podem trobar plàstics com el poliuretà (PU), acrilonitrile-butadienestirè (ABS), policarbonat (PC) i els biopolímers.
El poliuretà és una resina sintètica que s'obté mitjançant condensació de polièsters. Es caracteritza per una baixa densitat i és molt utilitzat com aïllant tèrmics i escumes resilients, elástòmers durables, adhesius i segelladors d'alt rendiment, pintures, fibres, segells, empaquetatges, juntes, preservatius, parts automotrius, en la indústria de la construcció, del moble i múltiples aplicacions més.
L'acrilonitrilo-butadienestirè és un plàstic dur emprat en canonades, defenses d'automòbils i joguines. La seua producció utilitza butadiè i estirè a més d'acrilonitril, un producte altament tòxic. Donada la molt complexa composició química, l'ABS és extremadament difícil de reciclar.
El policarbonat és un termoplàstic del tipus polièster. És resistent als productes químics, a la calor i a les radiacions ultraviolades. S'utilitza per exemple en indicadors lluminosos i fars d'automòbils, cascos de protecció i seguretat, col·lectors solars, lents òptiques o bases per a pel·lícules fotogràfiques.
Els biopolímers són polímers produïts per fermentació bacteriana. La majoria són biodegradables, impermeables, homogenis i resistents als agents químics. S'apliquen entre d'altres: envasos per a begudes carbòniques (polihidroxibutirat); pous d'extracció de petroli; implants, pròtesis, catèters uretrals i traqueals, etc. Alguns biopolímers com per exemple l'àcid polilàctic, natural zein, y poly-3-hydroxybutyrat es poden utilitzar com plàstics, substituint la necessitat de plàstics basats en poliestirè o polietilè.

## Codificació de plàstics

Símbol internacional de reciclat

Existeix una gran varietat de plàstics i per classificar-existeix un sistema de codificació que es mostra a la Taula 1. Els productes duen una marca que consisteix en el símbol internacional de reciclat amb el codi corresponent a mitjà segons el material específic.
| Tipus de plàstic: | Polietilè tereftalat | Polietilè d'alta densitat | Policlorur de vinil | Polietilè de baixa densitat | Polipropilè | Poliestirè | Altres plàstics |
| ----------------- | -------------------- | ------------------------- | ------------------- | --------------------------- | ----------- | ---------- | --------------- |
| Acrònim           | PET                  | PEAD/ PEHD                | PVC                 | PEBD/ PELD                  | PP          | PS         | -               |
| Codi              | 1                    | 2                         | 3                   | 4                           | 5           | 6          | 7               |

## Reciclatge

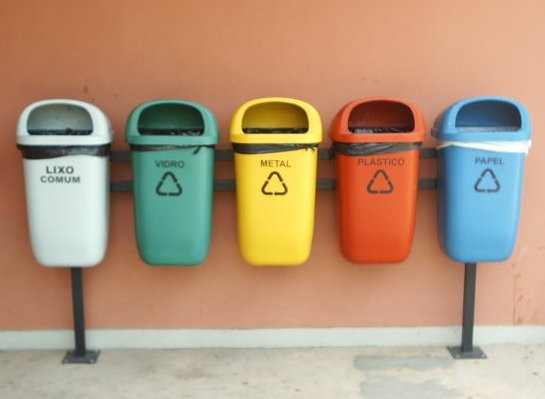
Cistells per classificació de deixalles que poden ser reciclats

El plàstic és un dels materials que es pot reciclar. Molts països tenen contenidors de reciclatge de plàstics.
És fàcil percebre com les deixalles plàstics, per exemple d'envasos de líquids com l'oli de cuina, no són susceptibles de ser assimilats un altre cop per la natura, perquè el seu material triga aproximadament uns cinc-cents anys a degradar-se. Davant aquesta realitat, s'ha establert el reciclatge d'aquests productes de plàstic, que ha consistit bàsicament a recollir-los, netejar-los, seleccionar-los per tipus de material i fosos un altre cop per a ser utilitzats com a matèria orgànica addicional, alternativa o substituta per al modelat d'altres productes. D'aquesta forma la humanitat ha trobat una forma adequada per evitar la contaminació de productes que per la composició, materials o components, no són fàcils de rebutjar de forma convencional.
Es poden salvar grans quantitats de recursos naturals no renovables quan en els processos de producció s'utilitzen materials "reciclats". Els recursos renovables, com els arbres, també poden ser salvats. La utilització de productes reciclats disminueix el consum d'energia. Quan es consumeixin menys combustibles fòssils, es generarà menys CO₂ i, per tant, hi haurà menys pluja àcida i es reduirà l'efecte hivernacle.
El reciclatge pot generar molts llocs de treball. Es necessita una gran força laboral per a recollir els materials aptes per al reciclatge i per a la classificació. Un bon procés de reciclatge és capaç de generar ingressos. Per l'anterior exposat, es fa ineludible millorar i establir noves tecnologies pel que fa als processos de recuperació de plàstics i buscar solució a aquest problema tan nociu per a la societat i que dia a dia va en augment deteriorant el medi ambient.

### Plàstics biodegradables
A finals del segle xx el preu del petroli va disminuir, i de la mateixa manera decaure l'interès pels plàstics biodegradables. En els darrers anys aquesta tendència s'ha revertit, a més de produir un augment en el preu del petroli, s'ha pres major consciència que les reserves petrolieres s'estan esgotant de manera alarmant. Dins d'aquest context, s'observa un marcat increment en l'interès científic i industrial en la investigació per a la producció de plàstics biodegradables o EDPs (Environmentally Degradable Polymers and plastics). La fabricació de plàstics biodegradables a partir de materials naturals, és un dels grans reptes en diferents sectors; industrials, agrícoles, i de materials per serveis diversos. Davant d'aquesta perspectiva, les investigacions que involucren els plàstics obtinguts d'altres fonts han pres un nou impuls i els polihidroxialcanoats apareixen com una alternativa altament prometedora.
La substitució dels plàstics actuals per plàstics biodegradables és una via per la qual l'efecte contaminant d'aquells, es veuria disminuït en el medi ambient. Les deixalles de plàstics biodegradables poden ser tractats com a residus orgànics i eliminar en els dipòsits sanitaris, on la seva degradació es realitzi en exigus períodes.
Els polímers biodegradables es poden classificar de la següent manera:
- Polímers extrets o remoguts directament de la biomassa: polisacàrids com midó i cel·lulosa. Proteïnes com caseïna, queratina, i col·lagen.
- Polímers produïts per síntesi química clàssica utilitzant monòmers biològics de fonts renovables.
- Polímers produïts per microorganismes, bacteris productores natives o modificades genèticament.

Dins de l'última categoria es troben els plàstics biodegradables produïts per bacteris, en aquest grup trobem els PHAS i l'àcid polilàctic (PLA). Els PHAS a causa del seu origen de fonts renovables i pel fet de ser biodegradables, es denominen "polímers doblement verds". El PLA, monòmer natural produït per vies fermentatives a partir d'elements rics en sucres, cel·lulosa i midó, és polimeritzar per l'home. Els bioplàstics presenten propietats fisicoquímiques i termoplàstiques iguals a les dels polímers fabricats a partir del petroli, però una vegada dipositats en condicions favorables, es biodegraden.

### Àcid polilàctic (PLA)
El midó és un polímer natural, un hidrat de carboni que les plantes sintetitzen durant la fotosíntesi que serveix com a reserva d'energia. Els cereals com el blat de moro i blat contenen gran quantitat de midó i són la font principal per a la producció de PLA. Els bioplàstics produïts a partir d'aquest polímer tenen la característica d'una resina que pot injectar, extrusionat i termoformat.
La producció d'aquest biopolímer comença amb el midó que s'extreu del blat de moro, després els microorganismes ho transformen en una molècula més petita d'àcid làctic o 2 hidroxi-propiónic (monòmer), la qual és la matèria primera que es polimeritza formant cadenes, amb una estructura molecular similar als productes d'origen petroquímic, que s'uneixen entre si per formar el plàstic anomenat PLA.
El PLA és un dels plàstics biodegradables actualment més estudiats, es troba disponible en el mercat des de 1990. És utilitzat en la fabricació d'ampolles transparents per begudes fredes, safates d'envasat per a aliments, i altres nombroses aplicacions.

### Polihidroxialcanoats (PHA)
Els PHAs són produïts generalment per bacteris Gram negatius, encara que existeixen bacteris Gram positius també productors en menor escala. El primer PHA descobert va ser el PHB, que va ser descrit a l'institut Pasteur el 1925 pel microbiòloga Lemoigne qui va observar la producció de PHB per Bacillus megaterium. Posteriorment, el 1958 Macrae i Wildinson van observar que Bacillus megaterium acumulava el polímer quan la relació glucosa / nitrogen en el medi de cultiu no es trobava en equilibri i van observar la seva degradació quan existia manca o deficiència de fonts de carboni o energia. A partir d'aquest fet, es van trobar inclusions de Pha en una extensa varietat d'espècies bacterianes. En l'actualitat es coneixen aproximadament 150 diferents polihidroxialcanoats.
La primera patent de PHB va ser demanada als Estats Units per J. N. Baptist el 1962. El 1983 van tenir lloc dos esdeveniments importants, primer va ser el descobriment per De Smet, d'una soca de Pseudomonas oleovorans (ATCC 29347) productora de PHB, i consecutivament es va donar la primera producció del primer biopoliéster d'ús comercial. Un copolímer format per monòmers de quatre i cinc carbonis, anomenats PHB i PHV, respectivament, aquest producte es va denominar comercialment "Biopol" i es produeix utilitzant Ralstonia eutropha, a partir de glucosa i àcid propiònic. Aquest bioplàstic en l'actualitat ja és sintetitzat a partir d'una sola font de carboni en bacteris recombinants; i exhibeix un alt potencial de biodegradabilitat i propietats termomecàniques millors que el PHB pur.
En general els PHAs són insolubles en aigua, biodegradables, no tòxics, per la qual cosa un dels principals beneficis que s'obtenen de l'aplicació de PHAs, és l'ambiental. La utilització d'aquests productes, redueix la dependència del petroli per part de la indústria plàstica, provoca una disminució dels residus sòlids i s'observaria una reducció de l'emissió de gasos que provoquen l'efecte hivernacle.
Els punts d'interès quant a aplicacions de bioplàstics, d'acord amb la IBAW (Associació Internacional i Grup de Treball de Polímers Biodegradables) se centren en els sectors de presència, medicina, agricultura i productes recarregables. Tanmateix, amb l'avanç d'aquesta indústria s'ha ampliat la utilització de biomaterials aplicant a: telèfons mòbils, ordinadors, dispositius d'àudio i vídeo. D'acord amb aquesta informació s'ha establert que el 10% dels plàstics que actualment s'utilitzen en la indústria electrònica poden ser reemplaçats per biopolímers

## Problemes relacionats amb el reciclatge
En la vida moderna el plàstic ha constituït un fenomen d'indubtable transcendència. Avui en dia l'home viu envoltat d'objectes plàstics que en segles anteriors no eren necessaris per a la vida quotidiana. Els plàstics s'han fabricat per satisfer les demandes d'una gran varietat d'usos, donant lloc a una vasta indústria dins la que es podria anomenar la civilització del plàstic, a causa del paper determinant que ha exercit aquest material en el seu desenvolupament, en el millorament de les condicions de la vida de l'home i l'accelerat creixement de la ciència i la tecnologia.
En general, les persones tenen molt poc coneixement sobre el que és un plàstic, com s'obté, quins són els tipus de plàstic i les seves aplicacions, i quins són els processos de transformació d'aquest. Aquestes informacions són importants per als qui treballen en la comercialització de plàstics, i indústries de producció o transformació del plàstic. D'aquesta manera sorgeix com a necessitat que una part important de la població conegui les greus conseqüències del mal ús del plàstic que va des de la manera d'obtenció, fins als processos que s'utilitzen per reciclar-los.
Cal destacar que el plàstic és una substància molt important per al desenvolupament de la indústria, ja que el seu material sintètic o natural té com a ingredients essencials substàncies orgàniques d'elevada massa molecular, els polímers. Així mateix sorgeix com a problema associat la contaminació ambiental, moltes vegades producte del rebuig dels plàstics d'alta i baixa densitat. Actualment aquests plàstics són molt utilitzats a nivell comercial com envasos o embolcalls, de substàncies o articles alimentaris dels quals són rebutjats al medi ambient després de la seva utilització. Com és evident el rebuig d'aquests plàstics a l'ambient porta greus conseqüències a les comunitats com ho són les malalties entre les quals es troba el dengue, produïda per l'acumulació de brossa i estancament d'aigües negres servint aquestes com a vivers del xanquers potes blanques. Entre altres de les conseqüències importants es poden esmentar són les obstruccions de les canonades d'aigües negres. Unit a això, el rebuig d'aquests materials plàstics a l'ambient provoca la disminució de l'embelliment d'algunes àrees, establiments, municipis, ciutats i estats.
Molts dels avantatges dels productes plàstics es converteixen en un desavantatge en el moment en què els rebutgem ja sigui perquè l'envàs és descartable o bé quan llencem objectes de plàstic perquè s'han trencat.
Si bé els plàstics podrien ser reutilitzats o reciclats en la seva gran majoria, el cert és que avui aquests residus són un problema de difícil solució, fonamentalment en les grans ciutats. És realment una tasca costosa i complexa per als municipis encarregats de la recollida i disposició final dels residus, ja que a la quantitat d'envasos se li ha de sumar el volum que representen.
Per les seves característiques els plàstics generen problemes en la recol·lecció, trasllat i disposició final. Algunes dades ens alerten sobre això. Per exemple, un camió amb una capacitat per transportar 12 tones de deixalles comuns, transportarà a penes 6 o 7 tones de plàstics compactats, i gairebé 2 tones de plàstic sense compactar.
Dins del total de plàstics descartables que avui van a les escombraries es destaca en els darrers anys l'augment sostingut dels envasos de PET, provinent fonamentalment d'ampolles descartables d'aigües de taula, olis i begudes alcohòliques i no alcohòliques. Les empreses venen substituint els envasos de vidre pels de plàstic retornables en un començament, i no retornables posteriorment. Aquesta decisió implica un canvi permanent en la composició de les escombraries. A l'Uruguai aquest procés s'ha accelerat des de mitjan 1996, agreujant durant 1997 quan a més, molts envasos retornables de vidre es van transformar en vidre descartable. D'aquesta manera, resulta clar que l'abandonament d'aquests materials al medi ambient representa un greu problema ambiental.
Per tant, existeix la inquietud d'elaborar un equip amb la capacitat de recuperar aquests plàstics que han estat rebutjats per la societat, els quals són considerats no reusable. D'aquesta manera sorgeix com a propòsit dissenyar un equip que utilitzi energia tèrmica per inducció fonent el polietilè de baixa densitat que es trobin dipositats en el mateix, un cop fosos, aglomerats i en estat líquid passen a ser abocats a un motlle per elaborar altres productes que seran utilitzats en altres aplicacions.
Un material candidat a substituir el petroli és el cànem, utilitzable per a tots els usos petroquímics, però que a més és cent per cent biodegradable i altament reciclable.